# سولومانا كانتي
سولومانا كانتي (بالنكو: ߛߎ߬ߟߋ߬ߡߊ߬ߣߊ߬ ߞߊ߲ߕߍ߫) (ولد في 1922 - توفى في 23 نوفمبر 1987) هو كاتب ومعلم غيني.أشتهر بإختراعه أبجدية نكو.

## حياته
قَرَأَ سولومونا مقال كتبه صحفي لبناني كتب فيه، أن الأفارقة ليس لديهم نظام كتابة خاص بهم ويبدو أنهم غير مهتمين بالكتابة.
قرر سولومانا كانتي إنشاء نظام نكو، وهو نظام نسخ أصوات لغات الماندينغي، والذي بدا له أكثر تكيفًا في نقل المعرفة والتربية من أنظمة النسخ الأجنبية مثل الأبجدية اللاتينية أو الأبجدية العربية.
أخترع كانتي نظام كتابة نكو في عام 1949 بعد خمس سنوات من التجارب مع أنظمة الكتابة المختلفة. وقد جاء هذا كرد فعل على معتقدات مفادها أن الأفارقة «شعبٌ عديم الثقافة»، حيث إن القارة الأفريقية بتنوعها لم يكن بِهَا قبل هذا الوقت نظام كتابة أفريقي أصلي للغته. بدأ استخدام النص لأول مرة في كانكان، بغينيا كأبجدية للغة المانينكية وأنتشر من هناك إلى الأجزاء الأخرى الناطقة بلغات الماندينغي في غرب إفريقيا.